# Cloudmaker

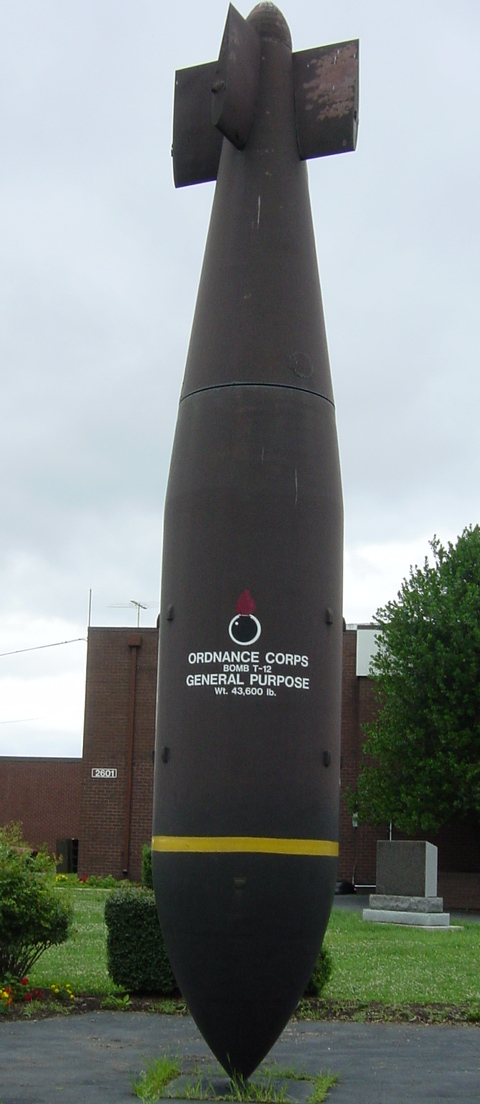
T-12 w United States Army Ordnance Museum

Cloudmaker (T-12) - największa (43.600 lb/20.000 kg) konwencjonalna bomba używana przez US Air Force, opracowana w 1944 roku, jako odpowiednik i następca brytyjskiej bomby Grand Slam. 
Ówcześnie dwie tego typu bomby mógł transportować jedynie bombowiec B-36 Peacemaker (po przebudowie). Bomby te były tak skonstruowane (wzmocniony wierzchołek nie ulegający deformacji przy uderzeniu), aby po zrzucie zagłębiały się w ziemię i po detonacji wywoływać efekt podobny do trzęsienia ziemi. Istniała również koncepcja budowy jej większej wersji oznaczonej jako T-16, która docelowo miała ważyć 50.000 funtów (22680 kg), jednak mimo wykonywania próbnych zrzutów z samolotów B-36, nie została uruchomiona jej produkcja seryjna.

## Dane techniczne
- waga 20.000 kg
- Długość: 5m
- Największa średnica: 1,37m
- Zespawana z 6 segmentów